# Abelardo Díaz
Jesús Abelardo Díaz Valera (San Cristóbal, estado Táchira, Venezuela, 31 de octubre de 1967 - ibídem, 15 de enero de 2021) fue un político y abogado venezolano. Fue dirigente de la  Mesa de la Unidad Democrática y diputado a la Asamblea Nacional (periodo 2011-2016) por el partido político Primero Justicia, miembro de la coalición de partidos opositores al partido de gobierno de Nicolás Maduro.

## Biografía
Abelardo fue abogado egresado de la Universidad Católica del Táchira. Comenzó su carrera política desde muy joven, participando en la Juventud Demócrata Cristiana de Venezuela. Desempeñó diversos cargos en la Administración Pública, destacando por su compromiso social y sentimiento regionalista. En el ámbito político fue miembro de la Dirección Regional en el estado Táchira del partido COPEI, ocupando cargos desde Vocal hasta Secretario General Regional, electo por las bases de dicho partido político.
En las elecciones de 2010 resultó elegido diputado por la zona sur del estado Táchira, siendo representante nacional por uno de los circuitos de tradición oficialista, desde entonces destacó por ser uno de los parlamentarios más críticos al gobierno de Nicolás Maduro y al gobierno regional de José Gregorio Vielma Mora, convirtiéndose en uno de los líderes opositores más importantes que tuvo el estado Táchira.
El 15 de marzo de 2015 ganó con gran ventaja las elecciones internas de COPEI Táchira, logrando ser el candidato de la lista, representando a la Mesa de la Unidad Democrática en las elecciones parlamentarias de Venezuela de 2015, siendo inhabilitado días después por una denuncia realizada por el entonces gobernador del estado Táchira José Gregorio Vielma Mora.
El día 19 de octubre de 2015,a través de carta pública renunció al partido Socialcristiano COPEI, motivado al proceso de judicialización orquestado por algunos actores de COPEI que negociaron con el gobierno nacional.
Días posteriores asumió la coordinación política del partido político Primero Justicia en el estado Táchira, perfilandose como líder regional de la organización. Falleció el 15 de enero de 2021 debido a complicaciones del COVID-19 a la edad de 53 años, la noticia del deceso fue dada a conocer por su compañero de partido Tomás Guanipa.